# فیل کارترایت
فیل کارترایت (انگلیسی: Phil Cartwright; ۸ فوریهٔ ۱۹۰۸ –  اکتبر ۱۹۷۴ (۶۶ سال)) بازیکن فوتبال اهل بریتانیا بود.
از باشگاه‌هایی که در آن بازی کرده‌است می‌توان به باشگاه فوتبال برافورد پارک آونیو، باشگاه فوتبال روترهام یونایتد، باشگاه فوتبال هال سیتی، باشگاه فوتبال ای‌اف‌سی بورنموث، باشگاه فوتبال لینکولن سیتی، باشگاه فوتبال کارلایل یونایتد و باشگاه فوتبال میدلزبرو اشاره کرد.